# HSG Mönkeberg-Schönkirchen
Die Handballspielgemeinschaft Mönkeberg-Schönkirchen ist eine Handballspielgemeinschaft aus den Gemeinden Mönkeberg und Schönkirchen im Kreis Plön, deren erste Damenmannschaft in der 3. Liga antrat.

## Geschichte
Die HSG wurde 2009 durch die Stammvereine TSG Concordia Schönkirchen und SV Mönkeberg gegründet. Überregional war die neue Spielgemeinschaft erstmal im Bereich der weiblichen A-Jugend vertreten, die 2010/11 in der letztmals ausgetragenen Regionalliga des Nordostdeutschen Handball-Verbandes spielte. Nachdem einigen weiteren Jugendmannschaften die Qualifikation für die höchsten Spielklassen des Handballverbandes Schleswig-Holstein oder die Handball-Oberliga Hamburg - Schleswig-Holstein gelang, stiegen die Männer als Vizemeister der Schleswig-Holstein-Liga 2017 erstmals in die viertklassige Oberliga auf, wo sie sich allerdings nur ein Jahr halten konnten. Zwei Jahre später stiegen auch die Frauen erstmals in die Viertklassigkeit auf und belegten in der Quotientenwertung der abgebrochenen Saison 2019/20 auf Anhieb den zweiten Platz. Da die erstplatzierte Mannschaft, die HL Buchholz 08-Rosengarten II, auf ihren Startplatz in der 3. Liga verzichtete, ging das Aufstiegsrecht an die HSG über, die somit ab 2020/21 in der 3. Liga antrat. 2023 stieg die Damenmannschaft ab und zog sich in die Landesliga zurück. Die Herren gewannen die Relegation und stiegen im selben Jahr für eine Saison in die Oberliga auf.